# Distrofia muscular congénita
La distrofia muscular congénita son un grupo de enfermedades hereditarias que se clasifican dentro de las distrofias musculares. Se caracterizan por provocar debilidad de los músculos que se inicia en la niñez, generalmente antes de los 2 años de edad.

## Tipos
Dentro del grupo se incluyen varios trastornos que tienen síntomas parecidos:
- Distrofia muscular congénita con déficit de merosina.
- Distrofia muscular congénita de Ullrich.[1]
- Miopatía de Bthlem.
- Distrofia muscular congénita con deficiencia de integrina.
- Distrofia muscular congénita de Fukuyama.
- Enfermedad de músculo-ojo-cerebro.
- Síndrome de Walker-Warburg.
- Distrofia muscular congénita con síndrome de columna rígida.[2]